# Centropristis ocyurus
Centropristis ocyurus es una especie de pez del género Centropristis, familia Serranidae. Fue descrita científicamente por Jordan & Evermann en 1887.
Se distribuye por el Atlántico Occidental: Carolina del Norte hasta Cabo Cañaveral en el noreste de Florida, EE. UU. y todo el golfo de México, incluidos los Cayos de Florida. La longitud total (TL) es de 30 centímetros. Habita en fondos rocosos. Puede alcanzar los 101 metros de profundidad.
Está clasificada como una especie marina inofensiva para el ser humano.